# Короткопалая шпорцевая кукушка
Короткопалая шпорцевая кукушка (лат. Centropus rectunguis) — вид птиц семейства кукушковых (Cuculidae). Подвидов не выделяют. Распространены в Юго-Восточной Азии: Бруней, Индонезия, Малайзия и Таиланд.

## Описание
Короткопалая шпорцевая кукушка — птица среднего размера, длиной от 37 до 43 см; самки немного крупнее самцов и весят от 167 до 238 г, тогда как самцы — около 160 г. Половой диморфизм в окраске оперения не выражен. Общая окраска оперения преимущественно чёрная с блестящим фиолетово-синим отливом. Крылья и мантия каштаново-коричневого цвета. Радужная оболочка красная. Хвост, клюв и ноги чёрные.
У молодых птиц верхняя сторона тела с полосками от черноватого до красновато-коричневого цвета, макушка с коричневыми полосами. Крылья тёмно-бордовые с чёрной полосой; хвост чёрный с тонкой белой полосой. Нижняя сторона тёмно-коричневого цвета с матово-белыми вкраплениями, клюв коричневый.

## Распространение и биология
Короткопалая шпорцевая кукушка обитает в густом подлеске тропических и субтропических влажных широколиственных лесов и кустарниковых зарослях. Встречается на юге Таиланда, Малайском полуострове, Суматре и Борнео на высоте до 1700 м над уровнем моря.
Пищу добывает на земле, питается насекомыми и крупными лягушками.
Гнездо округлой формы сооружается из веток и листьев и размещается в кустарниках или высокой траве, на высоте до 2 м от земли. В кладке обычно два 2 яйца белого цвета. Обе родительские птицы принимают участие в выкармливании птенцов.